# Liste der Aussichtstürme im Kanton Jura
Die folgende Liste von Aussichtstürmen enthält Bauwerke des Kantons Jura, welche über für den Publikumsverkehr zugängliche Aussichtsmöglichkeiten verfügen. 
| Bild              | Name des Turms    | Gemeinde      | Baujahr  | Gesamthöhe | Plattformhöhe | Bauwerkstyp              | ZoomViewer Panoramabild |
| ----------------- | ----------------- | ------------- | -------- | ---------- | ------------- | ------------------------ | ----------------------- |
| Faux d’Enson      | Faux d’Enson      | Haute-Ajoie   | 1927     | 10 m       | 8,5 m         | Beton                    |                         |
| Ruine Milandre    | Ruine Milandre    | Boncourt      | 1270     | 15 m       | 13,5 m        | Gemauert                 |                         |
| Mont Renaud       | Mont Renaud       | Boncourt      | 2001     | 15 m       | 12 m          | Stahl-, Holzkonstruktion |                         |
| Mont Terri        | Mont Terri        | Clos du Doubs | ?        | 16 m       | 13,5 m        | Stahlkonstruktion        |                         |
| Parc de Réclère   | Parc de Réclère   | Clos du Doubs | ?        | 10 m       | 8,5 m         | Stahlkonstruktion        |                         |
| Pleigne           | Pleigne           | Pleigne       | 2008     | 9,5 m      | 8 m           | Holz                     |                         |
| Schloss Pleujouse | Schloss Pleujouse | La Baroche    | 1100     | 9 m        | 7,5 m         | Gemauert                 |                         |
| Réfus             | Réfus-Turm        | Pruntrut      | 13. J.h. | 44 m       | 32 m          | Gemauert                 |                         |

Siehe auch: Liste von Aussichtstürmen in der Schweiz